# Reffuveille
Reffuveille és un municipi francès situat al departament de la Manche i a la regió de Normandia. L'any 2007 tenia 470 habitants.

## Demografia

### Població
El 2007 la població de fet de Reffuveille era de 470 persones. Hi havia 208 famílies de les quals 68 eren unipersonals (44 homes vivint sols i 24 dones vivint soles), 80 parelles sense fills, 52 parelles amb fills i 8 famílies monoparentals amb fills.
La població ha evolucionat segons el següent gràfic:
Habitants censats

### Habitatges
El 2007 hi havia 324 habitatges, 213 eren l'habitatge principal de la família, 64 eren segones residències i 47 estaven desocupats. Tots els 323 habitatges eren cases. Dels 213 habitatges principals, 151 estaven ocupats pels seus propietaris, 61 estaven llogats i ocupats pels llogaters i 1 estava cedit a títol gratuït; 4 tenien una cambra, 11 en tenien dues, 39 en tenien tres, 54 en tenien quatre i 105 en tenien cinc o més. 199 habitatges disposaven pel capbaix d'una plaça de pàrquing. A 122 habitatges hi havia un automòbil i a 65 n'hi havia dos o més.

### Piràmide de població
La piràmide de població per edats i sexe el 2009 era:
| Homes | Edats   | Dones |
| ----- | ------- | ----- |
| 0     | 95 o +  | 0     |
| 0     | 90 a 94 | 4     |
| 8     | 85 a 89 | 12    |
| 4     | 80 a 84 | 4     |
| 16    | 75 a 79 | 16    |
| 12    | 70 a 74 | 28    |
| 24    | 65 a 69 | 20    |
| 28    | 60 a 64 | 20    |
| 20    | 55 a 59 | 12    |
| 8     | 50 a 54 | 16    |
| 0     | 45 a 49 | 8     |
| 24    | 40 a 44 | 0     |
| 24    | 35 a 39 | 16    |
| 12    | 30 a 34 | 16    |
| 12    | 25 a 29 | 12    |
| 20    | 20 a 24 | 4     |
| 8     | 15 a 19 | 8     |
| 16    | 10 a 14 | 8     |
| 16    | 5 a 9   | 8     |
| 4     | 0 a 4   | 16    |

## Economia
El 2007 la població en edat de treballar era de 247 persones, 164 eren actives i 83 eren inactives. De les 164 persones actives 152 estaven ocupades (93 homes i 59 dones) i 12 estaven aturades (6 homes i 6 dones). De les 83 persones inactives 45 estaven jubilades, 13 estaven estudiant i 25 estaven classificades com a «altres inactius».

### Ingressos
El 2009 a Reffuveille hi havia 206 unitats fiscals que integraven 432 persones, la mediana anual d'ingressos fiscals per persona era de 13.430 €.

### Activitats econòmiques
Dels 18 establiments que hi havia el 2007, 1 era d'una empresa extractiva, 1 d'una empresa alimentària, 2 d'empreses de fabricació d'altres productes industrials, 5 d'empreses de construcció, 1 d'una empresa de comerç i reparació d'automòbils, 1 d'una empresa de transport, 2 d'empreses d'hostatgeria i restauració, 1 d'una empresa immobiliària, 3 d'empreses de serveis i 1 d'una empresa classificada com a «altres activitats de serveis».
Dels 6 establiments de servei als particulars que hi havia el 2009, 1 era un paleta, 2 fusteries, 1 electricista, 1 perruqueria i 1 restaurant.
L'únic establiment comercial que hi havia el 2009 era una fleca.
L'any 2000 a Reffuveille hi havia 73 explotacions agrícoles que ocupaven un total de 1.215 hectàrees.

## Poblacions més properes
El següent diagrama mostra les poblacions més properes.